# Bénédictines samaritaines de la croix du Christ
Les Bénédictines samaritaines de la croix du Christ (en latin : Congregationis Sororum Benedictinarum Samaritanarum a Cruce Christi) sont une congrégation religieuse féminine enseignante et hospitalière de droit pontifical.

## Histoire
La congrégation est fondée en 1926 à Varsovie par Edwige Jaroszewska (1900-1937) en religion Mère Vincente de la Passion du Seigneur. Le cardinal Aleksander Kakowski, archevêque de Varsovie, érige la communauté en institut de droit diocésain le 8 décembre 1932 ; la même année la congrégation s'affilie aux abbayes de Jouarre et de La Pierre-qui-Vire à l'ordre de Saint-Benoît en 1965. L'institut reçoit le décret de louange le 5 avril 1974.

## Activités et diffusion
Les sœurs se dédient à l'enseignement et la prise en charge des enfants handicapés mentaux, ainsi qu'à l'assistance des malades, des prisonniers et de leurs familles. 
Les sœurs sont présentes en divers endroits de Pologne.
La maison-mère est à Zabrodzie.
En 2017, la congrégation comptait 115 sœurs dans 13 maisons.